# Filmfestivalen i San Sebastián
Filmfestivalen i San Sebastián (Spanska: Festival Internacional de Cine de San Sebastián; Baskiska: Donostiako Nazioarteko Zinemaldia) är en årlig internationell filmfestival som äger rum i den spanska staden San Sebastián.
Festivalen ägde rum första gången 21 september 1953. Varje år belönas den bästa filmen i tävlingssektionen med priset Guldsnäckan.